# Neoathyreus castaneus
Neoathyreus castaneus es una especie de coleóptero de la familia Geotrupidae.

## Distribución geográfica
Habita en Cuba.